# Vinukonda
Vinukonda es una ciudad y  municipio situada en el distrito de Guntur en el estado de Andhra Pradesh (India). Su población es de 62550 habitantes (2011). Se encuentra a 87 km de Guntur y a 123 km de Vijayawada. 

## Demografía
Según el censo de 2011 la población de Vinukonda era de 62550 habitantes, de los cuales 31566 eran hombres y 30984 eran mujeres. Vinukonda tiene una tasa media de alfabetización del 64,66%, inferior a la media estatal del 67,02%: la alfabetización masculina es del 71,34%, y la alfabetización femenina del 58,05%.